# Conde de Avranches
 (juillet 2016).
Si vous disposez d'ouvrages ou d'articles de référence ou si vous connaissez des sites web de qualité traitant du thème abordé ici, merci de compléter l'article en donnant les références utiles à sa vérifiabilité et en les liant à la section « Notes et références ».
Comte d'Avranches, en portugais, Conde de Avranches ou Conde de Abranches, est un titre de noblesse portugais.
Parmi les comtes d'Avranches on trouve:
- D. Álvaro Vaz de Almada (vers 1392-1449)
- D. Fernando de Almada (vers 1438)